# Ultramarin
Ultramarin (lateinisch ultramarinus ‚überseeisch; über das Meer‘) ist ein blauer Farbton. Ultramarin steht auch für eine Sammelbezeichnung für sehr lichtechte, anorganische Pigmente unterschiedlicher Farbe mit ähnlichem chemischen Aufbau. Die früher zur Pigmentherstellung verwendeten Mineralien wurden „über das Meer“ nach Europa importiert, so entstand der Begriff Ultramarin.

## Der Farbton Ultramarin

### Begriffsklärungen und Geschichte
Mit dem Farbton Ultramarin kennzeichnet man heute den Farbton des Pigments „Ultramarinblau dunkel“, das international unter der Bezeichnung Pigment Blue 29 gehandelt wird. Abweichend davon sind zahlreiche weitere Ultramarinpigmente erhältlich, die grün- oder rotstichig bzw. heller oder dunkler sind. Im erweiterten Sinne deckt der Farbton Ultramarin also den gesamten Bereich von einem Grünblau über ein sattes Blau bis zu einem dunklen Rosa ab. Alle Sorten werden industriell in Produkten des Alltags oder in Künstlerfarben verarbeitet. In der Werbung wird das Blau gerne eingesetzt, um eine positive Stimmung beim Käufer zu wecken. Die Textilindustrie verwendet es als Waschblau schon seit längerer Zeit, da das Blau als Komplementärfarbe zu Gelb den Gelbstich verringert und Textilien rein weiß erscheinen lässt. Ultramaringrün wird heute kaum noch verwendet.
Der Begriff Ultramarin geht auf die Geschichte der Farbenbeschaffung und der Farbenherstellung zurück. Das blaue Gestein Lapislazuli und vor allem das daraus hergestellte Pigment Fra Angelico Blau war wegen seiner Beständigkeit und des aufwändigen Herstellungsverfahrens schon im Mittelalter sehr kostbar. Lapislazuli wird auch in China, Persien und Tibet gefunden. Die besten Sorten kamen aber schon im Mittelalter aus Afghanistan über Venedig nach Europa. So entstand der Name azurro ultramarine, was so viel bedeutet wie „Das Blau von jenseits des Meeres“. Die Herstellung von Pigmenten aus Lapislazuli ist erst ab dem frühen Mittelalter dokumentiert. Damit gilt Fra Angelico Blau als relativ modernes Blaupigment. Ägyptisch Blau oder Maya-Blau haben eine andere chemische Zusammensetzung und sind wesentlich älter.

### Sorteneinteilung
Der Colour Index (C. I.) führt folgende Varietäten des Pigments auf
- Ultramarinblau als Pigment Blue 29 (C. I. 77007)[5]
- Ultramaringrün als Pigment Green 24 (C. I. 77013; kein kommerz. Produkt) und Pigment Green 55 (C. I. 77007; derzeit kein kommerz. Produkt)
- Ultramarinrot als Pigment Red 259[6]
- Ultramarinviolett als Pigment Violet 15[7]

### RAL-Farbsystem
Im RAL-Farbsystem ist Ultramarinblau als Farbe RAL 5002 definiert. Heute ist es die Farbe des Technischen Hilfswerks und ganz allgemein die Signalfarbe für Hinweise und Schutzpflicht nach DIN 4844-1:2012-06

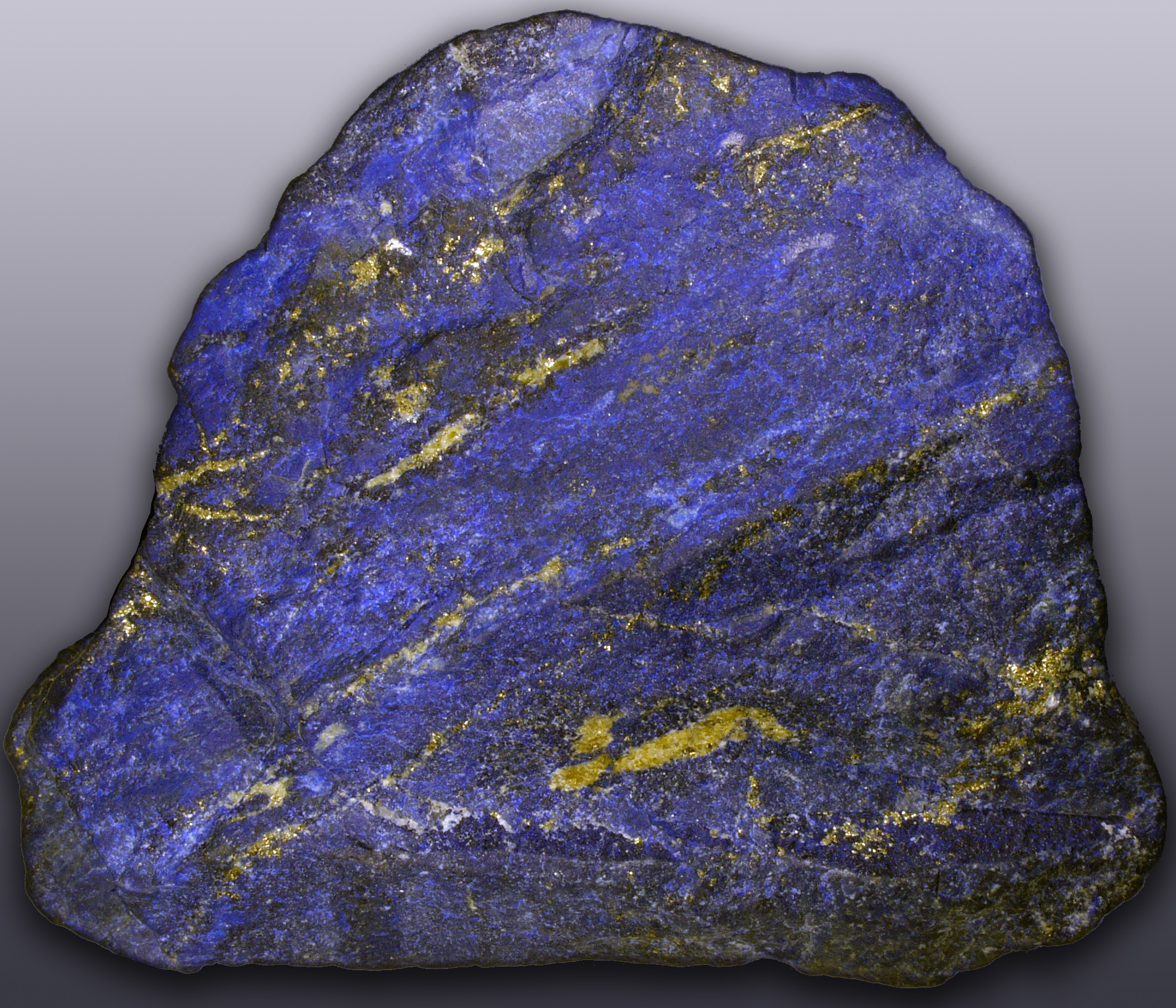
Lapislazuli aus Afghanistan
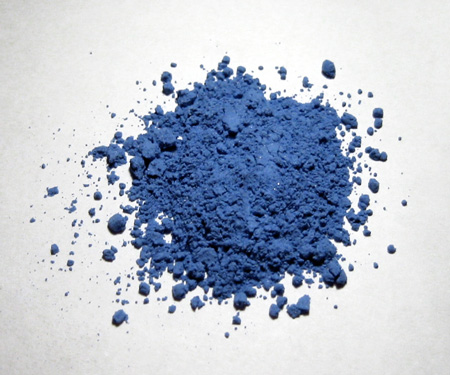
Natürliches Ultramarin-Pigment
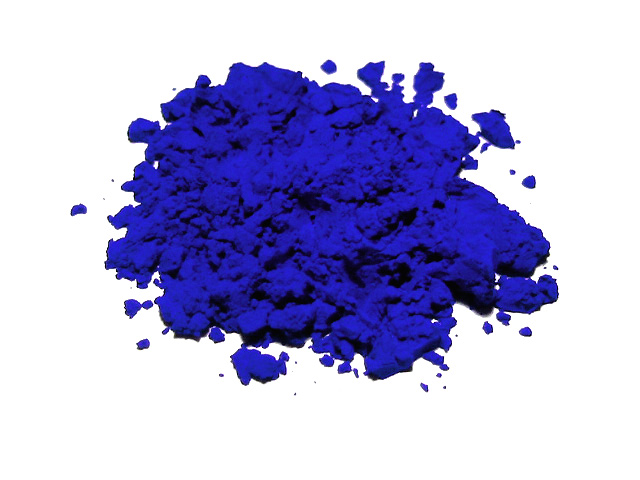
Synthetisches Ultramarin-Pigment
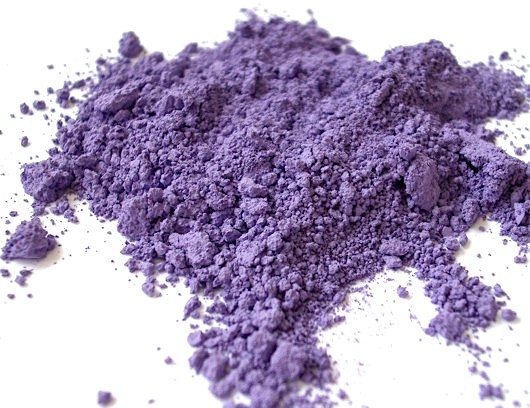
Synthetisches Ultramarinviolett
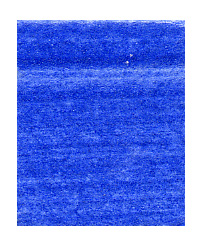
Natürliches Ultramarinblau als Farbe auf Papier

## Natürliches Ultramarinblau, Fra Angelico Blau

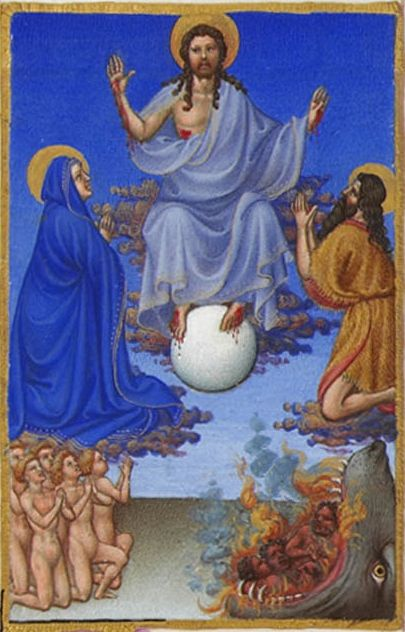
Das Jüngste Gericht, aus dem Stundenbuch des Herzogs von Berry, 1412–1416

Natürliches Ultramarinblau oder Fra Angelico Blau wird aus Lapislazuli gewonnen. Seine blaue Farbe erhält das Gestein durch das darin enthaltenen Mineral Lasurit, ein komplexes schwefelhaltiges Aluminiumsilikat. Lapislazuli in herausragender Qualität – also mit hohem Lasuritanteil – ist nur an einer einzigen Fundstelle im Norden Afghanistans zu finden. Aus dem gemahlenen Lapislazuli wird in verschiedenen Reinigungsverfahren das blaue Pigment gewonnen. Dazu wird der zu Pulver zermahlene Lapislazuli mit Wachsen, Harzen und Ölen vermischt, die Masse in Stoffsäckchen aus Baumwolle oder Leinen gefüllt und unter Wasser ausgeknetet. So gelangen nur die feinsten Lasuritteilchen durch das Tuch in das Wasser. Pyrit, Kalk und andere Bestandteile des Lapislazuli bleiben in der Knetmasse zurück. Die Reste im Tuch werden als Ultramarinasche bezeichnet. Insgesamt sind für die Pigmentgewinnung bis zu 49 Arbeitsschritte notwendig, was noch heute den hohen Preis ausmacht. Schon Albrecht Dürer wog das Pigment mit Gold auf. Aufgrund seiner Kostbarkeit konnte es in der Malerei nur sparsam eingesetzt werden und kam vor allem bei bildlichen Darstellungen von Jesus Christus oder der Jungfrau Maria zum Einsatz. Außerdem wurde es in der Buchmalerei verwendet.

## Synthetisches Ultramarinblau
Ein französischer Ausschuss setzte im Jahre 1824 einen hohen Preis für die Entwicklung eines Verfahrens zur künstlichen Herstellung von Ultramarinblau aus. 1828 erhielt der Franzose Jean-Baptiste Guimet den Preis für die Herstellung aus Quarz, Kaolin, Soda oder Natriumsulfat, Schwefel und Holzkohle, die ihm zwei Jahre zuvor gelungen war. Fast gleichzeitig mit Guimet entwickelte Christian Gottlob Gmelin in Tübingen 1828 ein entsprechendes Verfahren.
Im Jahr 1828 erfand Friedrich August Köttig das Meißner Lasursteinblau, eine Variante des künstlichen Ultramarins. Dieses Herstellungsverfahren erlangte 1829 Fabrikationsreife.
1834 gründete Carl Leverkus die erste deutsche Fabrik zur Herstellung künstlichen Ultramarins. 1845 gelang Wilhelm Büchner die Entwicklung einer erheblich vereinfachten Produktionsweise, die zur Gründung seiner Ultramarinfabrik in Pfungstadt führte.

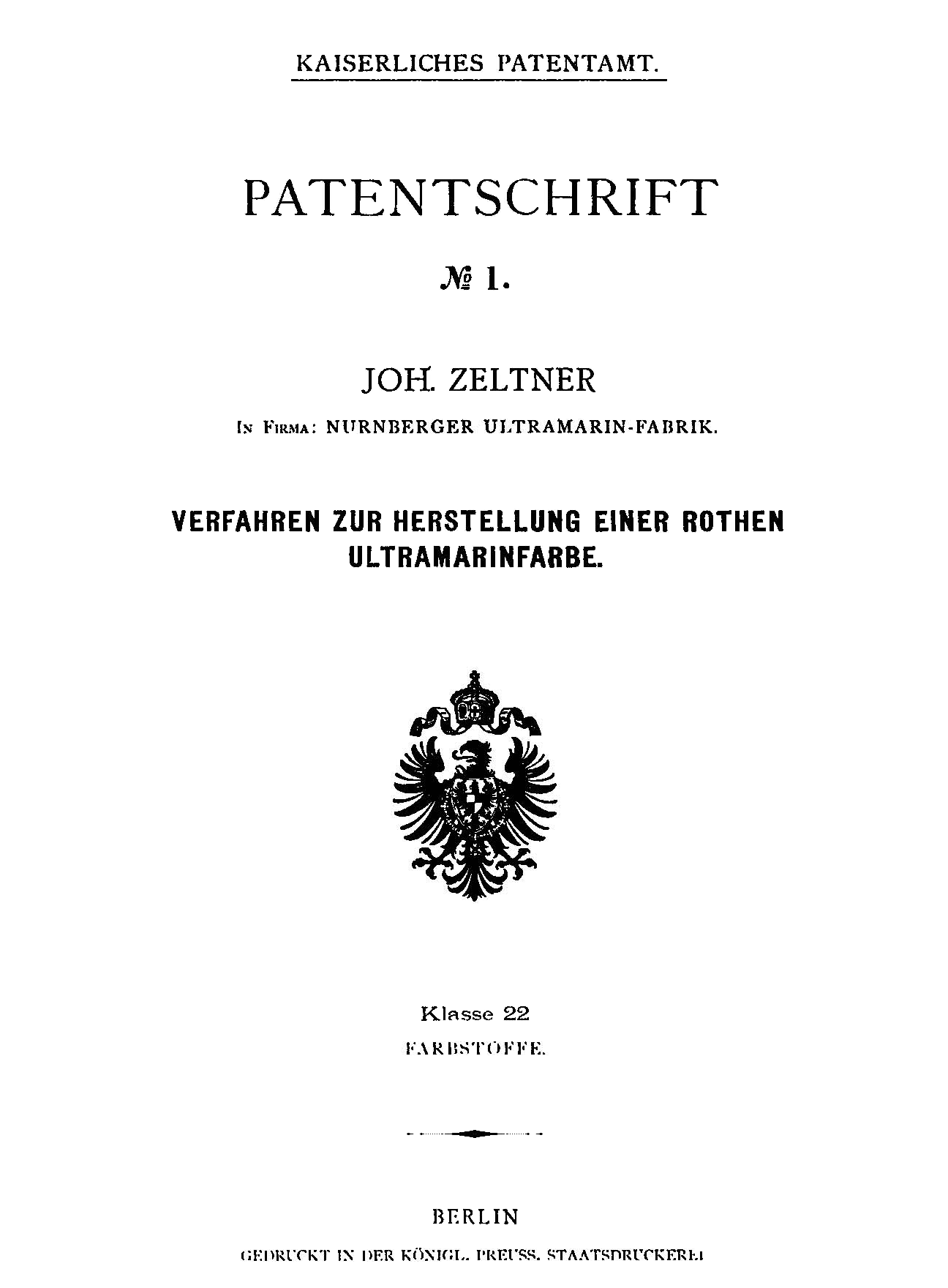
Deckblatt des ersten Reichspatents

1836 begann Johannes Zeltner aus unternehmerischem Interesse, das von Thomas Leykauf und Friedrich Wilhelm Heyne entwickelte Verfahren zur Erzeugung von Ultramarin zu fördern. 1838 errichtete er an der heutigen Zeltnerstraße in Nürnberg die erste Ultramarinfabrik in Bayern, die Nürnberger Ultramarinfabrik. Deren Farblabore wurden 1855 nach Lauf an der Pegnitz verlegt, wo unter der Leitung von Justin Wunder weiter geforscht wurde. Zeltner meldete am 2. Juli 1877 sein Verfahren zur Herstellung einer rothen Ultramarinfarbe zum Patent an. Dies war das erste Patent in Deutschland überhaupt.
Ultramarin diente ab den 1830er Jahren unter anderem als Zusatz zum Zucker. Durch diese Zuckerbläuung erschien der üblicherweise gelbliche oder gräuliche Zucker weiß. Die Praxis des kennzeichnungslosen Farbstoffzusatzes wurde seit 1856 – damals vom Farbenchemiker Friedlieb Ferdinand Runge – immer wieder kritisiert, doch staatliche Untersuchungen bestätigten wiederholt die gesundheitliche Unbedenklichkeit der Zuckerbläuung. Auch eine Kennzeichnung blieb aus. Erst im frühen 20. Jahrhundert wurde Ultramarin durch andere Farbstoffe (Indanthren) ersetzt.
Die jährliche Weltproduktion an Ultramarin beträgt heute über 20.000 Tonnen.

### Herstellung
Folgende Rohmaterialien werden für die Herstellung von synthetischem, reinblauem Ultramarin eingesetzt:
1. Eisenfreies Kaolin (Al2O3 · 2SiO2 · 2H2O) oder ein anderes reines Tonmineral, bei dem das Verhältnis von Kieselsäure (SiO2) zu Aluminiumoxid (Al2O3) dem von Kaolin möglichst gleichen sollte,
2. kalziniertes (wasserfreies) Natriumsulfat (Na2SO4),
3. kalziniertes Natriumkarbonat (Waschsoda) (Na2CO3),
4. Schwefel (pulverisiert) und
5. Aktivkohlepulver oder Kohle mit einem sehr geringen Ascheanteil oder Kolophonium.

Für Kunststoffsysteme und Lacke, die unter sauren Bedingungen verarbeitet werden, ist Ultramarin wenig geeignet, da es sich in Gegenwart schwacher Säuren mit der Zeit zersetzt. Um die geringe Säurebeständigkeit zu beheben, wurden säurebeständigere Typen entwickelt, in denen die Pigmentpartikel mit Silicaten oder Siliciumdioxid beschichtet sind. Weitere Bearbeitungsprozesse, insbesondere das Mahlen, verringern allerdings die Schutzwirkung dieser Beschichtung.

### Kieselsäurearmes Ultramarin
Das kieselsäurearme Ultramaringrün erhält man durch die Vereinigung eines Gemisches aus weichem Ton, Glaubersalz (Natriumsulfat), Aktivkohle, Soda und Schwefel. Das Produkt ist zunächst weiß, die Farbe schlägt aber rasch nach Grün um, wenn es nach Zugabe des Schwefels erhitzt wird. Das blaue Pigment lässt sich aus dieser Vorstufe durch Ausbrennen des Gemisches erzeugen.

### Kieselsäurereiches Ultramarin
Ein kieselsäurereiches Produkt erhält man im Allgemeinen durch Erhitzen einer Mischung aus reinem Kaolin, sehr feinem weißem Sand, Schwefel und Aktivkohle in einem Muffelofen. Daraus entsteht alsbald ein blaues Produkt, das  häufig auch einen rötlichen Farbton aufweist. Die verschiedenen Ultramarine – blau, grün, rot bzw. violett (Ultramarinviolett) – werden fein gemahlen und mit Wasser ausgewaschen.

### Herstellung aus Zeolith
Anstatt aus Kaolin kann Ultramarin auch bei niedrigeren Temperaturen ab 500 °C aus synthetischem Zeolith A, Soda und Schwefel hergestellt werden. Der Farbton lässt sich durch Wahl des Ausgangszeoliths variieren.

## Chemische Struktur und Eigenschaften
Synthetische und natürliche Ultramarine basieren – unabhängig von deren Farbe – auf der chemischen Struktur des farblosen Sodalith. Dieses Mineral gehört zu den Clathraten, die über ein System von sehr kleinen Hohlräumen (Käfigen) verfügen. Bei Sodalith sind die Hohlräume so klein, dass nur wenige Atome in diese Käfige passen. Die Gitterstruktur wird von Aluminium-, Silizium- und Sauerstoffatomen gebildet und enthält Natriumionen, die die Kanäle „verstopfen“ und Elektroneutralität herstellen.
Bei den Ultramarinen enthalten die Hohlräume einfach negativ geladene Polysulfid-Radikalanionen. Diese „eingesperrten“ Ionen verhalten sich anders als elementarer Schwefel. Sie absorbieren das Licht bestimmter Wellenlängen und bilden so ein Farbzentrum. Fällt weißes Licht, wie etwa Sonnenlicht, auf das Pigment, so fehlt in der Reflexion der durch das Pigment absorbierte Anteil des Lichts. Das menschliche Auge registriert allein das reflektierte Licht, das als Körperfarbe wahrgenommen wird. Der Farbton des Pigments hängt von der jeweiligen Struktur und Anzahl der „eingesperrten“ Polysulfidionen ab, im Einzelnen sind es Polysulfid-Radikalionen, das gelbgrüne {\displaystyle \mathrm {S_{2}^{-}} }, das blaue {\displaystyle \mathrm {S_{3}^{-}} } und das rote {\displaystyle \mathrm {S_{4}^{-}} }.
Eine Besonderheit der Ultramarinpigmente ist ihre hohe Farbstabilität. Die freien Polysulfid-Radikalanionen sind an sich nicht stabil gegen Luft. In den „Sodalith-Käfigen“ sind sie jedoch vor chemischen Angriffen (insbesondere durch Sauerstoff) geschützt. Die Farbzentren bleiben dadurch erhalten. Der physikalische Vorgang der Absorption beruht hier auf Elektronenvorgängen, die die anorganische Matrix nicht beeinflussen.
Der Brechungsindex von Ultramarinblau beträgt 1,5.
Chemische Formeln
- C.I. Pigment Blue 29 (77007) mit einer molaren Masse von 916 bis 1026 g/mol
  - Ultramarinblau hell: Na6Al6Si6O24S2
  - Ultramarinblau mittel: Na7Al6Si6O24S3
  - Ultramarinblau dunkel: Na8Al6Si6O24S4
- C.I. Pigment Violet 15 (77007) mit einer molaren Masse von 874 bis 918 g/mol
  - Ultramarinrosa: H2Na4Al6Si6O24S2
  - Ultramarinrosa: H2Na6Al6Si6O24S2

## Verwendung in der Malerei

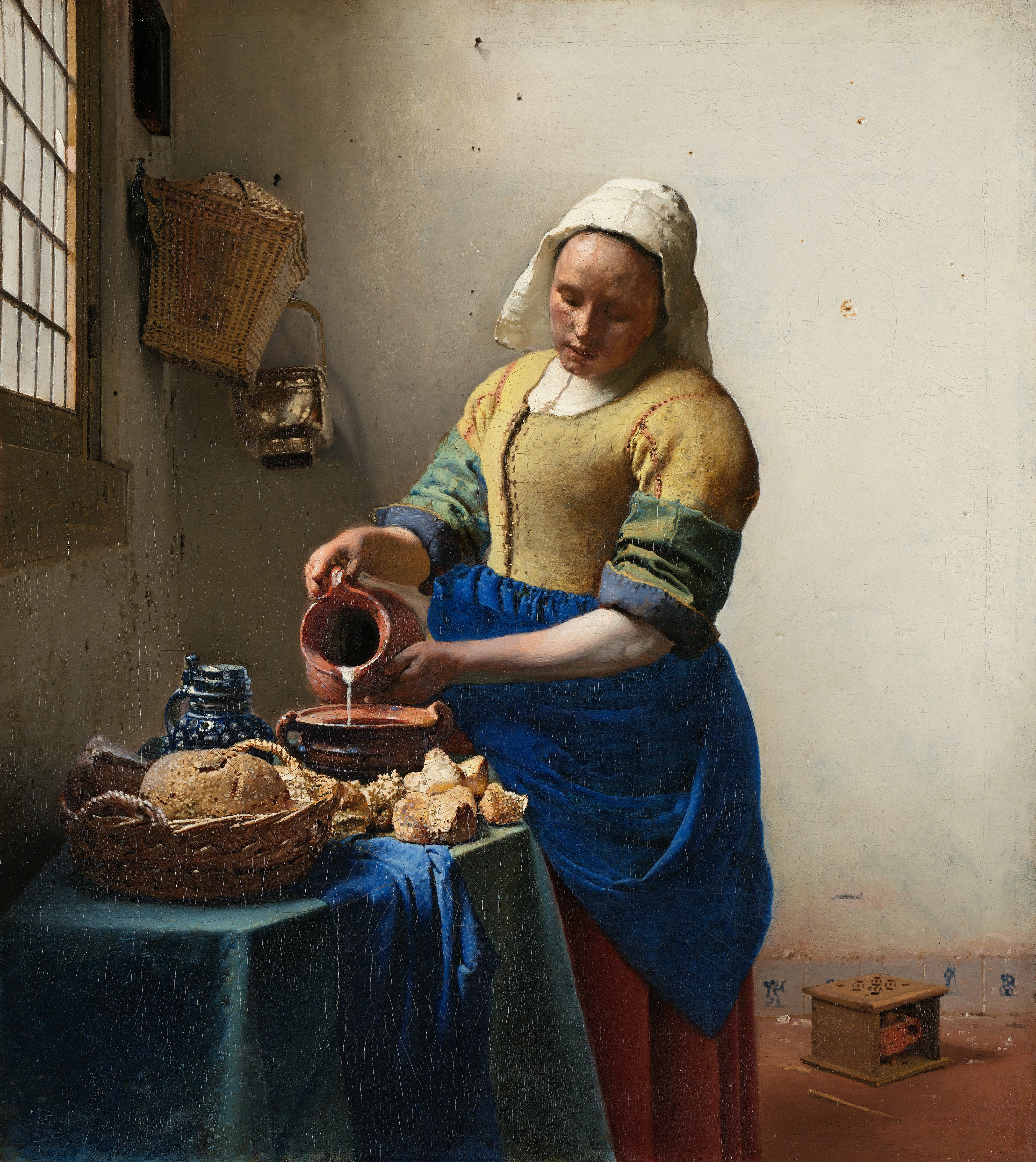
Johannes Vermeer, Dienstmagd mit Milchkrug, 1658-60. Rijksmuseum Amsterdam. Die Schürze des Dienstmädchens und die Tischbedeckung sind mit Ultramarin und Bleiweiss gemalt.

Der Gebrauch des Ultramarins, sowohl der natürlichen Form aus Lapislazuli als auch der künstlich hergestellten Form, ist gut dokumentiert. Die Wandmalereien in Til Barsip in Mesopotamien (10. bis 9. Jhd. v. Chr.) dürften die früheste Verwendung von Lapislazuli darstellen. Die Wandmalereien in Kizil in China aus dem 4. bis 6. Jhd. n. Chr. sind das nächste reichhaltige Beispiel der Anwendung von Lapislazuli in der Malerei.
Es ist bemerkenswert, dass das Pigment aus Lapislazuli in den Gemälden und Wandmalereien des Mittelalters, der Renaissance und des Barocks so häufig verwendet wurde, wenn man den hohen Preis bedenkt. Herausragende Beispiele sind die spätmittelalterlichen Fresken von Giotto di Bondone in der Scrovegni-Kapelle in Padua (1303-05), Gemälde von Fra Angelico, Bellini, Tizian, Raffael und Tintoretto aus der Zeit der Renaissance und von Vermeer und van Dyck aus dem Barock.
Nach der Entwicklung der Synthese von künstlichem Ultramarin im Jahre 1829 ist das Pigment ein Bestandteil der Palette vieler Kunstschaffender geworden und ist in unzähligen Gemälden zu finden. Der Maler und Performance-Künstler Yves Klein experimentierte mit künstlichem Ultramarin und ließ 1957 sein International Klein Blue (IKB), ein besonderes Ultramarinblau, patentieren. Mit Hilfe des Bindemittels Rhodopas gelang es ihm, die Leuchtkraft des reinen Pigments auf die Leinwand zu bringen.

Vincent van Gogh, Sternennacht, 1889, Museum of Modern Art, New York. Die dunkleren Bereiche des Himmels sind in künstlichem Ultramarin ausgeführt, die helleren Partien enthalten vor allem Kobaltblau

## Weitere Fakten
- Wilhelm Büchner gelang um 1841 eine Vereinfachung in der Produktion von künstlichem Ultramarin. Das soll er seiner Mutter gegenüber mit „Da haben wir die Million!“ kommentiert haben.
- Ultramarin wird als Farbmittel in der Zeugdruckerei verwendet.
- Die Verwendung von Ultramarin in Ölfarben erfordert wie bei Erdfarben oder Zinkweiß die Anwendung von Sikkativen, um die Trocknung zu beschleunigen.
- Da Ultramarin – wie Zinnober und Auripigment – ein sulfidhaltiges Pigment ist, altert es beim gleichzeitigen Einsatz mit Bleiweiß, so dass sich die Farbtöne verändern. In Aquarellen und verschiedenen anderen Bindemitteln führt die Bildung von tiefschwarzem Bleisulfid nach geraumer Zeit zu einer Verschwärzung.
- Ultramarin (1933) ist der Titel einer Erzählung von Malcolm Lowry.
- Die Spur des Ultramarins (2015) ist der Titel eines historischen Romans von Pia Rosenberger.
- Die Flagge von Barbados ist eine Trikolore in den Farben Ultramarinblau, Goldgelb und Ultramarinblau.
- Ein großer Teil der Ausrüstung des Technischen Hilfswerks ist in Ultramarinblau (RAL-Nummer 5002) gehalten.